# Wolf Lake (Michigan)
Wolf Lake – jednostka osadnicza w Stanach Zjednoczonych, w stanie Michigan, w hrabstwie Muskegon.